# Šútovské podhorie
Šútovské podhorie je geomorfologický podcelek Turčianské kotliny. Leží v její severovýchodní části a lemuje jižní okraj Malé Fatry mezi Šútovom a Lipovcom.

## Vymezení
Podhorie pokrývá přechodný pás území mezi rovinatou nivou Váhu a horským pásmem Malé Fatry. Jižním okrajem navazuje na Turčianskou kotlinu a její podcelek Turčianske nivy, severně leží Krivánska část Malé Fatry a na východě navazuje Šípská Fatra, podcelek Velké Fatry. 

## Ochrana přírody
Velká část území je součástí ochranného pásma Národního parku Malá Fatra a nacházejí se zde maloplošné chráněné území Šútovská epigenéza, Goľove mláky a Hrabinka. 